# La Dansarina
La Dansarina é um romance gráfico escrito por Lillo Parra e ilustrado por Jefferson Costa. O livro conta a história do menino Petro, que realiza uma jornada para dar um funeral digno para sua mãe, vítima da epidemia de gripe espanhola que assolou São Paulo em 1918. "La Dansarina" era o apelido dado para a doença, representado no livro por uma dançarina de Flamenco. O livro foi lançado em 2015 pela editora Quadro a Quadro, editado por Lucas Pimenta e, no ano seguinte, ganhou o Troféu HQ Mix de melhor edição especial nacional. Em 2017, a Marsupial Editora anunciou um relançamento pelo seu selo Jupati Books.